# Katedra Notre-Dame w Paryżu

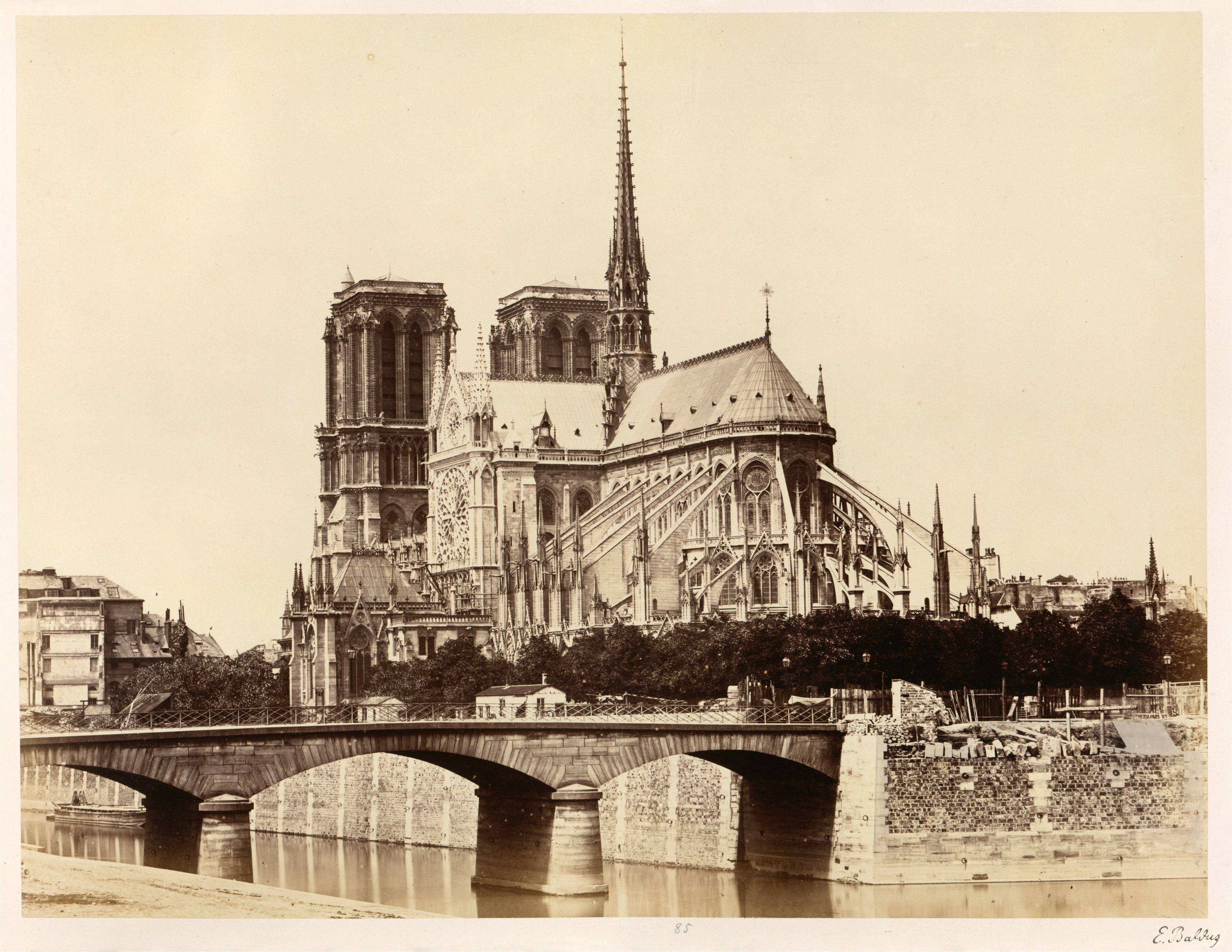
Katedra Notre-Dame w 1860 roku.

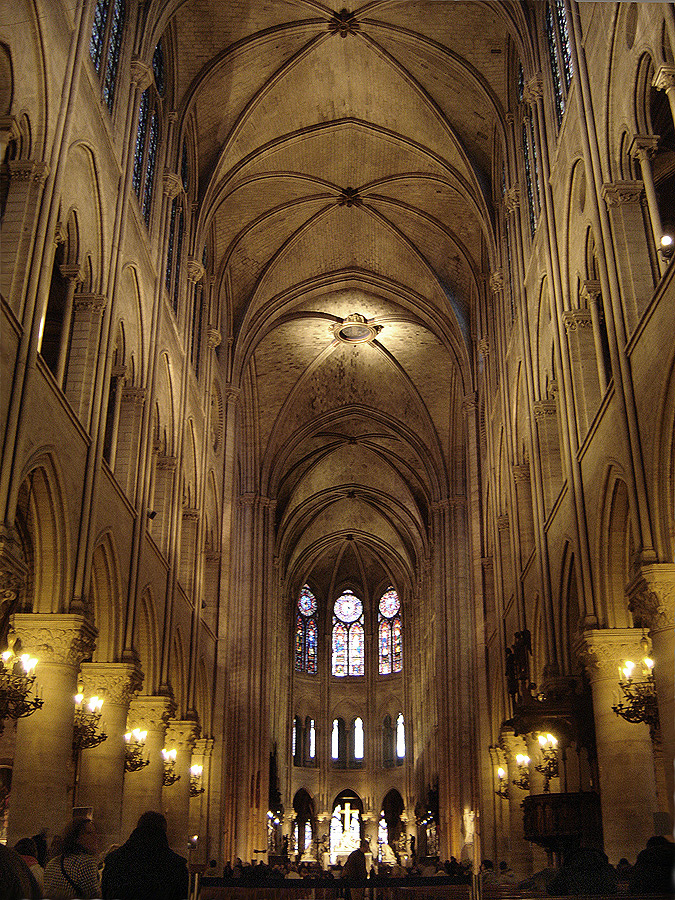
Wnętrze katedry.

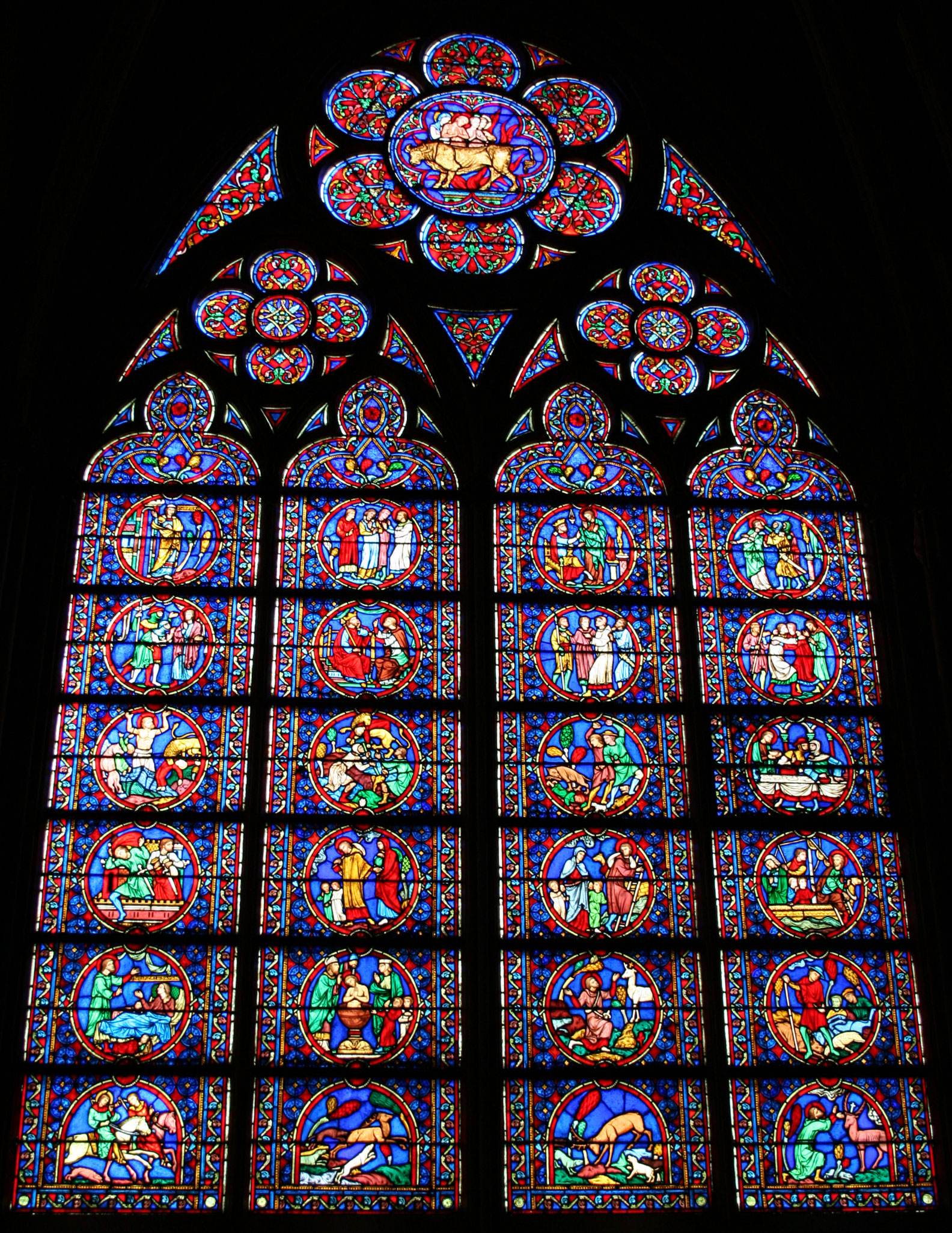
Jeden z witraży.

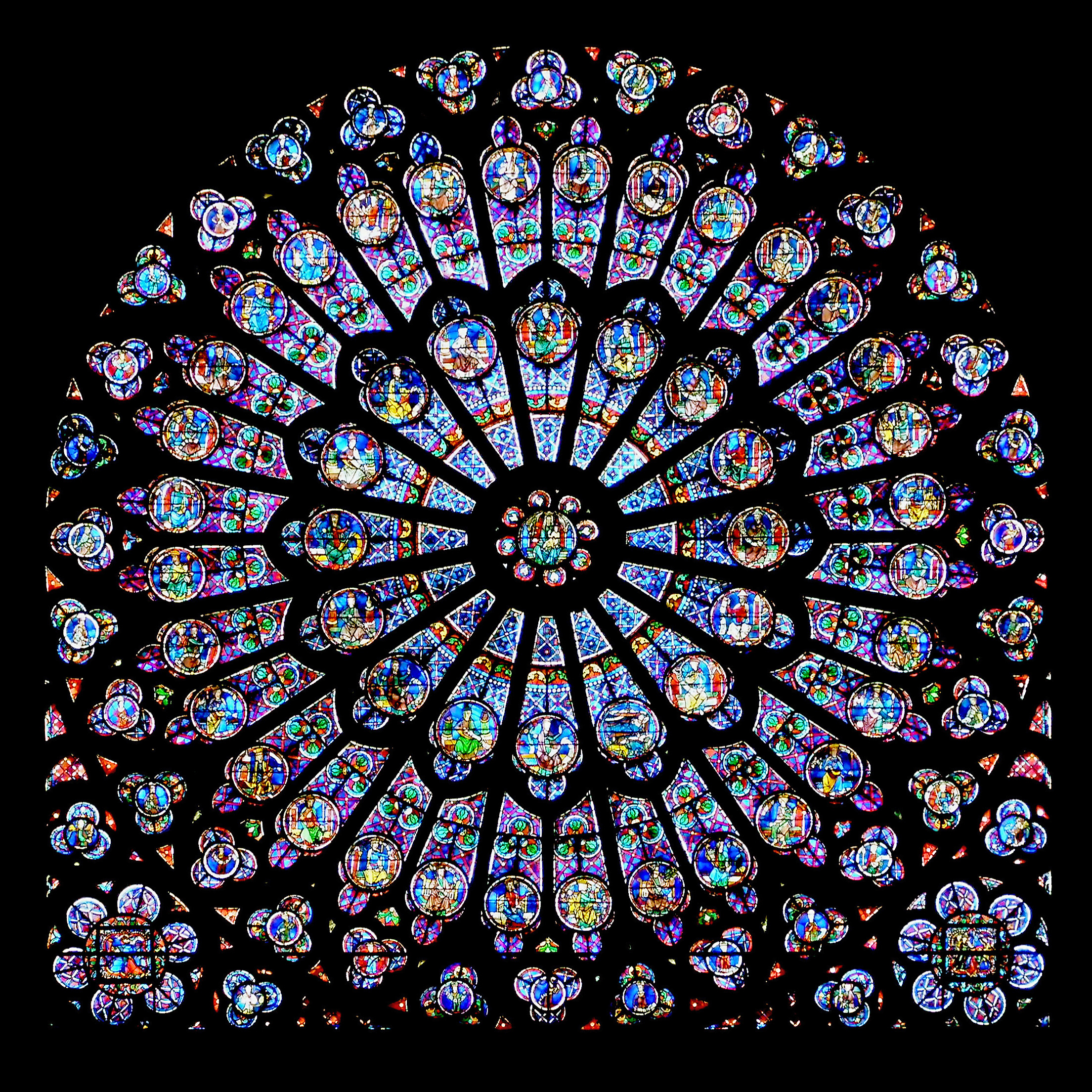
Rozeta.

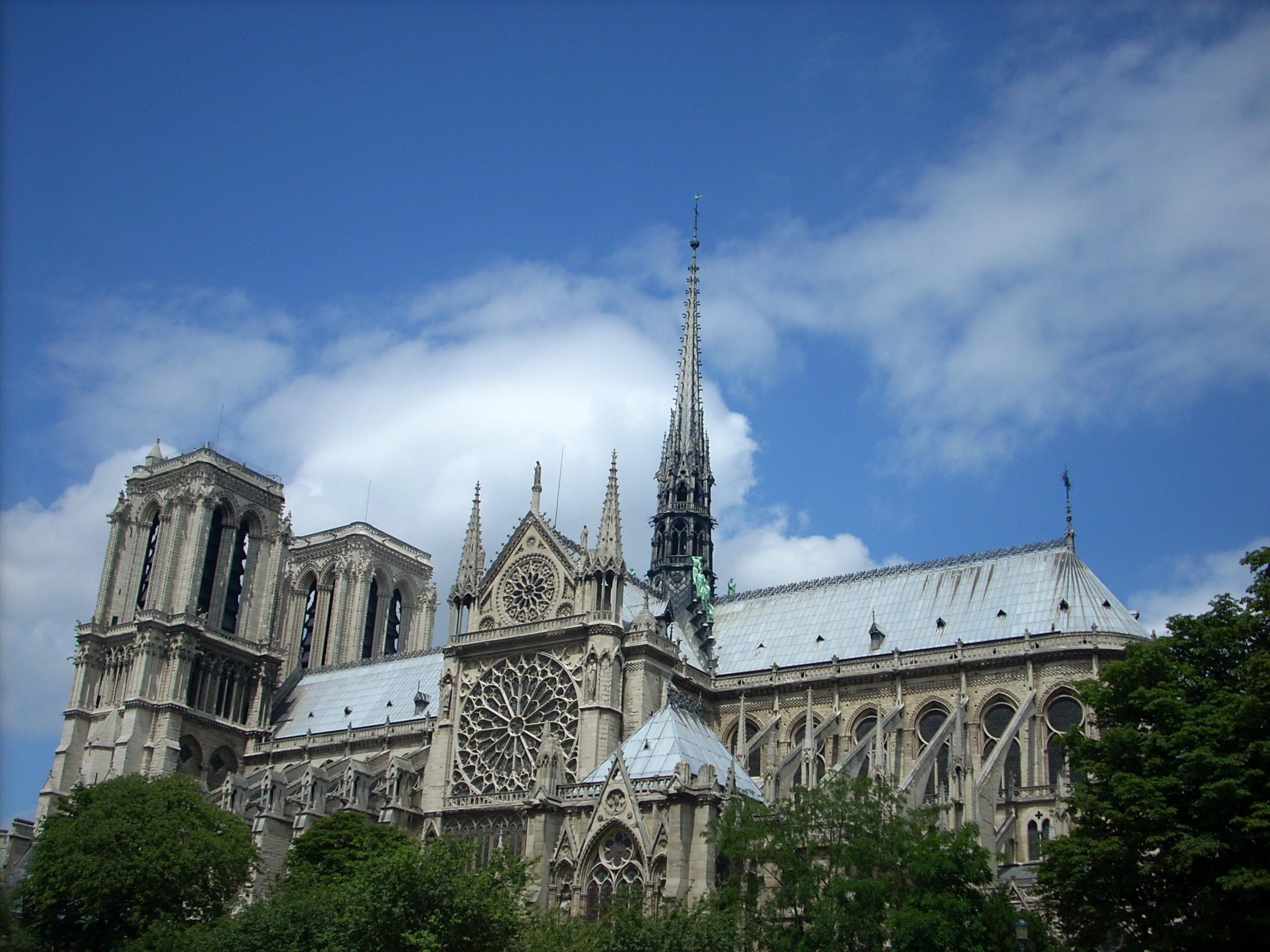
Widok z boku.

Notre-Dame de Paris – gotycka archikatedra w Paryżu. Jedna z najbardziej znanych katedr na świecie, między innymi dzięki powieści Katedra Marii Panny w Paryżu francuskiego pisarza Victora Hugo. Jej nazwa oznacza Naszą Panią i odnosi się do Marii, Matki Bożej.
Wzniesiono ją na wyspie na Sekwanie zwanej Île de la Cité, w 4. dzielnicy Paryża, w miejscu po dwóch kościołach powstałych jeszcze w IX wieku. Jej budowa trwała około 200 lat (1163–1345).
Od 10 sierpnia 1806 roku w skarbcu katedry – pod opieką kanoników Kapituły Bazyliki Metropolitalnej – przechowywane były relikwie korony cierniowej.
Do 2019 kościół zwiedzało ok. 14 milionów osób rocznie. 15 kwietnia 2019 roku wybuchł pożar, który zniszczył iglicę i cały dach pokrywający nawę, chór i transept. Od tego dnia katedra Notre-Dame była zamknięta dla zwiedzających. W 2020 roku podjęto decyzję o odbudowie zniszczonych lub poważnie uszkodzonych części w identyczny sposób. Uroczyste otwarcie o charakterze świeckim odbyło się 7 grudnia 2024, a pierwsza msza św. celebrowana przez arcybiskupa Paryża Laurenta Ulricha odbyła się dzień później. Także tego dnia w godzinach wieczornych katedra została udostępniona dla wszystkich zwiedzających.

## Historia

### Tło historyczne
Ówczesny Paryż stanowił centrum nowo kształtującej się potęgi europejskiej. Jego korzystne położenie pozwalało kontrolować przeprawy rzeczne i zapewniało dynamiczny rozwój. Handel stanowił klucz dla wzrastającej zamożności Paryża. Miasto było również ośrodkiem kultu religijnego, związanego z lokalnym męczennikiem – świętym Dionizym (St. Denis). Wybudowana w XII wieku bazylika w Saint-Denis powstała w miejscu jego śmierci. Legenda głosi, że zanim padł martwy przebiegł od 6 do 7 mil ze wzgórza Montmartre, gdzie odcięto mu głowę w drugiej połowie III wieku naszej ery. Obecny przy budowie świątyni, dwunastowieczny biskup Paryża – Maurice de Sully – na długo pozostał pod wpływem wrażenia jakie zrobiły na nim strzeliste sklepienia i wszechobecne światło wypełniające wnętrze bazyliki. Zachwycony powstałą w nowym stylu gotyckim świątynią postanowił wybudować równie imponujący kościół w samym sercu Paryża. Nowa budowla miała stać się ikoną spuścizny chrześcijaństwa i zostać poświęcona Matce Bożej. Okres ekonomicznego wzrostu ówczesnej Europy, w szczególności Francji, był niezwykle sprzyjający dla realizacji śmiałego założenia. Wspierany finansowo przez monarchę biskup zatrudnił architekta (którego tożsamość nie jest nam dzisiaj znana) do zaprojektowania nowej katedry. Budowa wymagała wyburzenia rozmaitych domostw w tłocznym sąsiedztwie oraz dwóch istniejących kościołów, wybudowanych w miejscu antycznej pogańskiej świątyni. Kamień węgielny został wmurowany podczas wystawnej ceremonii w obecności samego papieża – Aleksandra III – w czerwcu 1163 roku.

### Budowa
Wybudowanie katedry zajęło blisko 200 lat. Budowę zaczęto od strony wschodniej – tam znajduje się część poświęcona sacrum. Konsekracja ołtarza nastąpiła w 1182 roku, podczas panowania króla Filipa II. Wtedy to biskup de Sully odprawił uroczystą pierwszą mszę świętą w katedrze. Zmarł jednak w 1196 roku, blisko 150 lat przed ukończeniem prac.
W początkowych fazach projektowania konstrukcja dachu oraz ścian była stosunkowo ciężka i masywna, co ograniczało rozmiar okien zmniejszając ilość naturalnego światła wpadającego do wnętrza katedry. W 1220 roku postanowiono pozbyć się problemu górnego domknięcia wnętrza naw za pomocą sklepień żebrowych, charakterystycznego rozwiązania gotyckiego wykorzystującego układ przecinających się kamiennych żeber do podparcia konstrukcji. Dzięki tym unowocześnieniom okna mogły zostać powiększone.
W 1240 roku, pierwszy znany architekt – Jean de Chelles – ukończył budowę nawy, a później dwóch wież fasady zachodniej. Rozpoczęto prace nad elewacjami transeptu, które kontynuował jego następca Pierre de Montreuil. To on nadzorował instalację nowych większych okien, włączając w to trzy rozety – w północnej, południowej i zachodniej ścianie katedry.
Ostateczne poprawki wprowadzano po roku 1300 pod okiem architekta Jeana Ravy, który zaimplementował kolejne gotyckie innowacje architektoniczne – rozbudowany system przypór odciążających konstrukcję dachu i ścian. Pozwoliły one wyprowadzić siły powodowane przez wysokie sklepienie poza wewnętrzne ściany zapewniając grację i lekkość budowli.

### Pożar

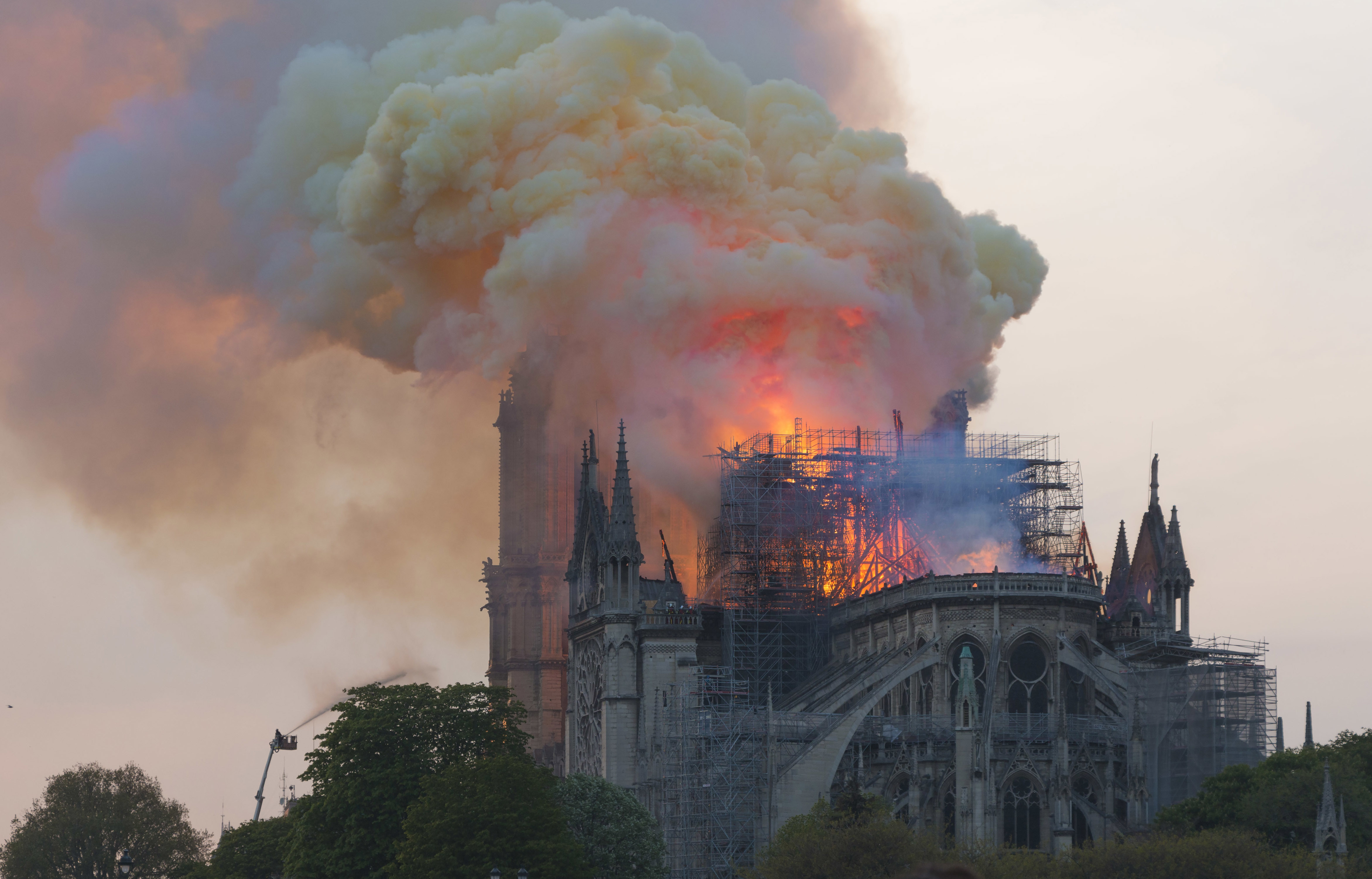
Pożar 15 kwietnia 2019 r.

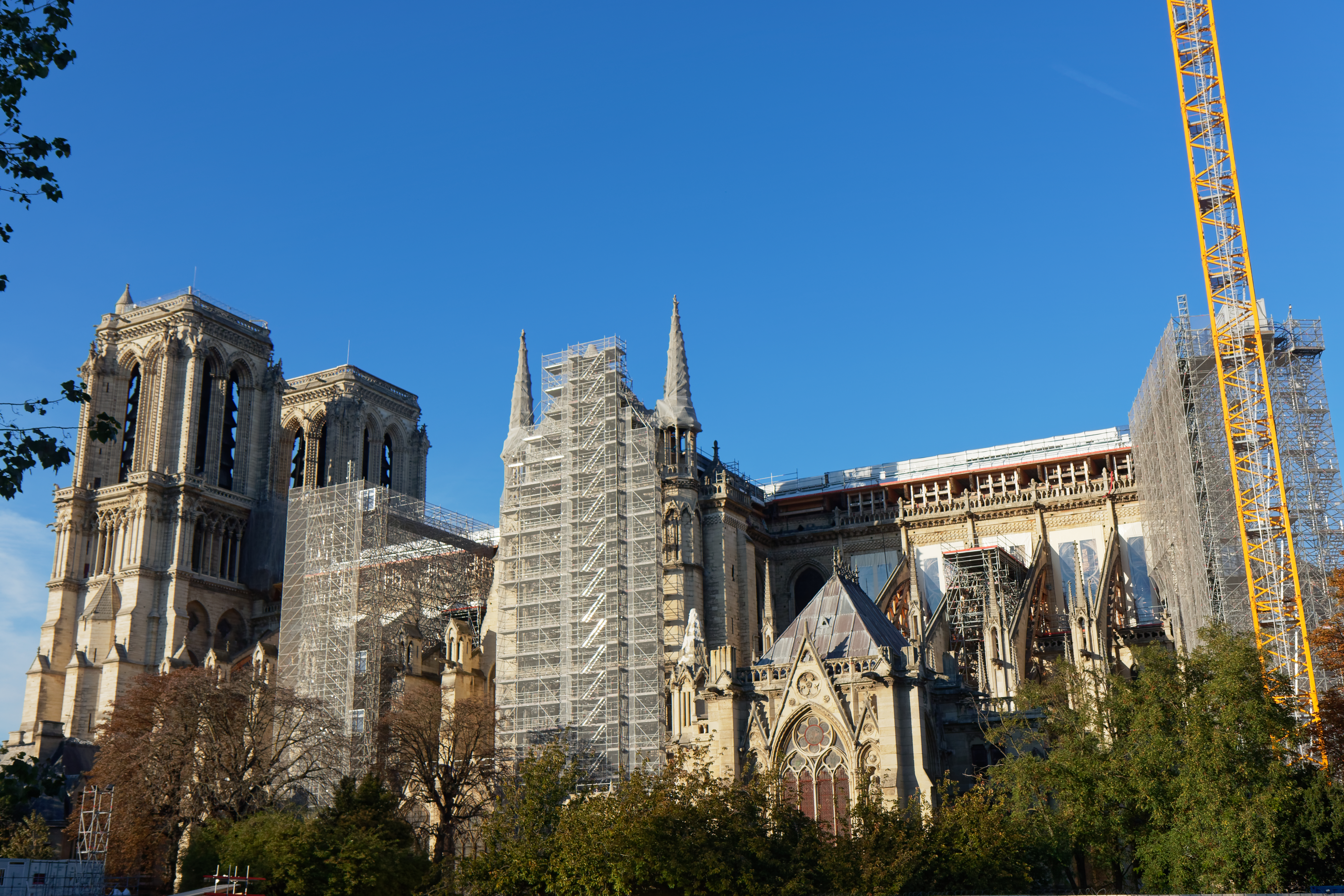
Katedra po pożarze (16 października 2021)

15 kwietnia 2019 w świątyni wybuchł pożar, który spowodował ogromne zniszczenia, m.in. doszło do zawalenia się dachu oraz części sklepień, a także iglicy katedry.
Według późniejszych badań pożar wybuchł na poddaszu katedry o godzinie 18:18. Czujniki dymu natychmiast zasygnalizowały pożar pracownikowi katedry, który nie wezwał straży pożarnej, ale zamiast tego wysłał strażnika katedralnego do zbadania sprawy. Zamiast udać się na właściwe poddasze, strażnik został wysłany w niewłaściwe miejsce, na poddasze sąsiedniej zakrystii, i zgłosił, że nie ma pożaru. Strażnik zatelefonował do swojego przełożonego, który jednak nie odebrał telefonu. Około piętnaście minut później błąd został odkryty, po czym przełożony strażnika kazał mu udać się we właściwe miejsce. Straż pożarna nadal nie została powiadomiona. Zanim strażnik pokonał trzysta schodów na poddasze katedry, pożar był już bardzo zaawansowany. System alarmowy nie został zaprojektowany tak, aby automatycznie powiadamiać straż pożarną, która została ostatecznie wezwana o godzinie 18:51 po tym, jak strażnik wrócił z poddasza i zgłosił szalejący pożar, a ponad pół godziny po tym, jak zaczął rozbrzmiewać alarm przeciwpożarowy.
Strażacy przybyli na miejsce w mniej niż dziesięć minut.
Iglica katedry zawaliła się o godzinie 19:50, zrzucając około 750 ton kamienia i ołowiu. Strażacy znajdujący się w środku otrzymali rozkaz powrotu na dół. W tym czasie ogień rozprzestrzenił się na północną wieżę, gdzie znajdowało się osiem dzwonów. Strażacy skoncentrowali swoje wysiłki na wieży. Obawiali się, że jeśli dzwony spadną, mogą zniszczyć wieżę i zagrozić konstrukcji drugiej wieży i całej katedry. Musieli wspinać się po schodach zagrożonych pożarem i zmagać się z niskim ciśnieniem wody w wężach. Podczas gdy inni strażacy polewali schody i dach, dwudziestoosobowy zespół wspiął się po wąskich schodach wieży południowej, przeszedł do wieży północnej, opuścił węże w celu podłączenia ich do wozów strażackich na zewnątrz katedry i rozpylił wodę na ogień pod dzwonami. Do godziny 21:45 pożar został opanowany.
Główna konstrukcja została nienaruszona; strażacy uratowali fasadę, wieże, ściany, przypory i witraże. Uratowano również Wielkie Organy, liczące ponad 8000 piszczałek, zbudowane przez François Thierry’ego w XVIII wieku, ale zostały one uszkodzone przez wodę. Ze względu na trwający remont, miedziane posągi na iglicy zostały usunięte przed pożarem. Kamienne sklepienie tworzące sufit katedry miało kilka dziur, ale poza tym było nienaruszone.
Prezydent Emmanuel Macron poinformował, że w walce z pożarem pomagało około 500 strażaków. Jeden strażak został poważnie ranny, a dwóch policjantów zostało poszkodowanych podczas pożaru.

## Architektura
Katedra Notre Dame to przykład bazyliki z galeriami i z podwójnymi nawami bocznymi, co daje w sumie 5 naw. Podwójne nawy boczne przechodzą w podwójne obejście chórowe zwane ambitem. Problem, aby obejście chórowe rozszerzało się po promieniu na zewnątrz rozwiązano podwojeniem liczby kolumn w obejściu oraz oryginalną konstrukcją sklepienia z naprzemianlegle rozłożonych trójkątów. Dzięki następstwu jednakowych kolumn w arkadach nawy głównej, prosta i zaokrąglona część chóru zachowują rytm. Nawa główna posiada sześciodzielne sklepienie krzyżowo-żebrowe, a jej ściany składają się z trzech kondygnacji (arkady – empory – okna). Późniejszy architekt wzbogacił system ścian i kolumn korpusu pewnymi wariantami. Empory zyskały wówczas trzy otwory, a ich podparcie z boków zamiast okrągłych służek gwarantują płaskie pilastry. W chórze, powstałym nieco wcześniej, zgodnie z normańską tradycją empory mają jeszcze dwuczęściowe otwory. Pierwotnie ściany nawy głównej podzielone były na cztery części – ponad pasem arkad i empor powierzchnia ścian była przebita rozetami i mniejszymi niż obecnie oknami. Rozwiązanie to nie zyskało uznania, gdyż wnętrze katedry było zbyt ciemne, i już w XIII wieku okna powiększono. W wieku XIX architekt Viollet-Le-Duc zrekonstruował pierwotną ich formę wokół skrzyżowania naw kościoła.
Transept katedry znajduje się w jej centralnej części, prawie pośrodku między wieżami zachodniej fasady a wschodnią apsydą. Nieznacznie występuje on poza mury zewnętrzne naw bocznych. Dobudowane w późniejszym okresie kaplice wokół obejścia dodatkowo wyrównują granicę zewnętrznych ścian z murami transeptu.
Notre Dame ma 130 m długości i 35 m wysokości w swoim najwyższym punkcie sklepienia.

### Fasada
Budowa zachodniej fasady przypada na lata 1200. Rozpoczął ją trzeci z kolei architekt katedry, prowadzący swe prace pod okiem biskupa Odona de Sully. Później kontynuowana była przez czwartego architekta, w czasie kadencji biskupa – Williama z Avergue. Wieża północna (po lewej) została ukończona w latach 40. XIII wieku, a południowa w latach 50. Stworzona została bryła imponująca, prosta i harmonijna, emanująca siłą i statecznym dostojeństwem. Cztery masywne przypory pną się na szczyty wież, wznosząc je ku niebu, symbolizując boskość budowli. Kompozycja opiera się na kwadracie i okręgu. Kwadrat – symbol przestrzeni stworzonej i ograniczonej, kontrastuje z okręgiem – nieskończonością, idealną figurą pozbawioną końca oraz początku – obrazem Boga. Wymiary fasady wynoszą: 41 metrów szerokości, 43 metry wysokości do podstawy wież i 63 metry do ich szczytów.
Najniższą kondygnację fasady stanowią trzy portale zatopione w wysuniętej do przodu ścianie parteru. Środkowy, przedstawiający scenę Sądu Ostatecznego, jest nieco wyższy i szerszy od pozostałych. Po prawej znajduje się portal św. Anny, a po lewej, wpisany w trójkątny szczyt portal maryjny. Ponad nimi znajduje się galeria królewska, element charakterystyczny dla gotyckich katedr francuskich. Przedstawia ona 28 starotestamentowych królów Izraela, została realizowana w pierwszej tercji XIII wieku. Szybko zaczęła być interpretowana przez Paryżan jako przedstawienie królów francuskich. Do 1284 roku pogłoski urosły do rangi oficjalnej interpretacji, która trwała przez wiele wieków. Spowodowało to negatywne skojarzenia w okresie Rewolucji Francuskiej, uchodząc za symbol monarchii i despotyzmu. Gdy w roku 1843 Viollet-le-Duc rozpoczął renowację katedry Notre Dame, na fasadzie nie było ani jednej rzeźby. W procesie ich rekonstrukcji znaczący udział miał Geoffroi-Dechaume.
Rozeta, o średnicy 9,6 metra stanowi aureolę, której centrum pokrywa się z głową sylwetki Marii z Dzieciątkiem, stojącej w otoczeniu aniołów na galerii królów. Podczas, gdy oś fasady akcentowana jest figurami biblijnych postaci cechujących się cnotliwością i czystością, na osi zdwojonych okien po lewej i prawej stronie znajdują się posągi Adama i Ewy – pierwszych ludzi skalanych grzechem. Rzeźby te również zostały odtworzone przez Eugène’a Viollet-le-Duc’a w XIX wieku. Powyżej, akcentującej oś fasady rozety ciągnie się pas galerii maswerkowej. Najwyższy poziom tworzą szczyty wież, których szerokość determinowana jest poprzez podwójne obejście. Delikatnie wysunięte przypory wież są niejako wchłaniane przez ścianę parteru. W niszach przypór, znajdujących się na wysokości portali, umieszczone są 4 figury. Nisza w przyporze północnej (lewej) skrywa figurę biblijnego Szczepana. Po przeciwnej stronie fasady, w przyporze południowej znajduje się postać biskupa, najprawdopodobniej Dionizego – patrona Francji. Po bokach środkowego portalu umiejscowione są – alegoria Synagogi po prawej oraz Kościoła po lewej.

### Portale
Portal Św. Anny, znajdujący się pod prawą (południową) wieżą, częściowo został wykonany z rzeźb pochodzących ze starszego kościoła. Pierwotnie, będąc częścią kościoła wybudowanego w IV wieku, poświęcony był Matce Bożej. Spolia, o których mowa to pole łuku, górne nadproże drzwi i 52 kamienie łuku. Stary maryjny portal po prowadzonej od lat 20. XII wieku restauracji, włączeniu go do fasady Notre Dame oraz licznym dodatkom zyskał nowe znaczenie ikonograficzne. W centralnej części tympanonu znajduje się Matka Boża siedząca na tronie pod baldachimem i trzymająca na łonie Dzieciątko, a po jej bokach stoją dwa anioły. Za aniołami po lewej i prawej stronie znajdują się odpowiednio: biskup z siedzącym i piszącym akolitą, oraz klęczący król. Przypuszcza się, że są to wizerunki Germanusa – biskupa Paryża, oraz króla Childeberta – istotnej postaci dla powstania katedry. W nadprożu odnajdujemy, poczynając od lewej, pierwszego proroka Izajasza, który głosił nadejście Mesjasza, następnie sceny Zwiastowania i Nawiedzenia. W odgraniczonej przestrzeni za umiejscowionym centralnie łóżkiem rozgrywa się scena Narodzin z Józefem, a za jego plecami scena zwiastowania pasterzom. Kolejnymi postaciami są siedzący na ławce i pogrążeni w trwodze faryzeusz i uczony w Piśmie, następnie tronujący Herod, a w skrajnie prawej części dostrzec można sylwetki „Trzech Króli” z koniami.
Środkowy portal fasady przedstawia scenę Sądu Ostatecznego. Jego powstanie przypada na początek XIII wieku i jest reakcją na wielki rozwój masowych ruchów kacerskich ogarniających ówczesną Europę.
Program rzeźbiarski całego założenia charakteryzuje się jasnym i przejrzystym uporządkowaniem mowy obrazów, jakie tworzą poszczególne rzeźby. Celem założenia było trafienie do niepiśmiennych adresatów. W centrum górnego poziomu tympanonu widzimy sylwetkę Jezusa Chrystusa siedzącego na tronie sędziego. Na skraju tego samego poziomu znajdują się figury klęczących: po prawej Marii, a po lewej – apostoła Jana, wstawiających się za grzeszną ludzkością. Postaci te są oddzielone od Chrystusa aniołami, których sylwetki, trzymając w rękach krzyż, gwoździe i włócznie, wysuwają na pierwszy plan temat Męki i Śmierci Jezusa. Chrystus pokazuje swe rany w geście uniesionych dłoni. Jawi się jako Zbawiciel. Tronuje on nad niebiańską Jerozolimą z Apokalipsy św. Jana (12,2) o czterech wieżach. Chrystus wspiera swe stopy na rozpostartej nad miastem tęczy. Poniżej jest zobrazowane ważenie dusz – ludzie pozbawieni skruchy zostają posłani do piekieł. W archiwolcie po prawej widzimy strącenie jednego z nich. Posłuszni nauczaniu Kościoła mogą mieć nadzieję zbawienia, co obrazuje ich droga na łono Abrahama, które wskazuje anioł po lewej stronie pierwszej archiwolty. Na ościeżach stoi Dwunastu Apostołów zwróconych w stronę przedstawionego na trumeau nauczającego Chrystusa. Przedstawienia cnót i grzesznych czynów można dostrzec na biegnących poniżej dwóch rzędach reliefów, a na filarach drzwi znajdziemy postaci mądrych i głupich panien. Nadproże drzwi zrekonstruowane w XIX wieku prezentuje wskrzeszenie zmarłych na głos anielskiej trąby. Z grobów powstają wszyscy ludzie, wszystkich stanów. Aniołowie w pozach widzów obserwują zdarzenia na dwóch pierwszych archiwoltach obramujących tympanon. Każdy z nich ma indywidualną mimikę, przeżywa sytuację w odmienny sposób, ich postawy i gesty nie powtarzają się.

Portal Koronacji Marii znajduje się po północnej stronie fasady (po lewej). Ikonografię jego tympanonu należy czytać od dołu do góry. Nad trumeau ze stojącą Matką Bożą znajduje się daszek nad Arką Przymierza, po bokach którego widnieją postaci siedzących patriarchów i królów. Arka Przymierza ma symbolizować katolickie dopatrywanie się w Starym Testamencie przyjęcia Matki Bożej do nieba. Powyżej znajduje się scena obrazująca samo wniebowzięcie, a na samej górze aniołów koronujących Marię. W ościeżach umieszczone zostały sylwetki lokalnych świętych.

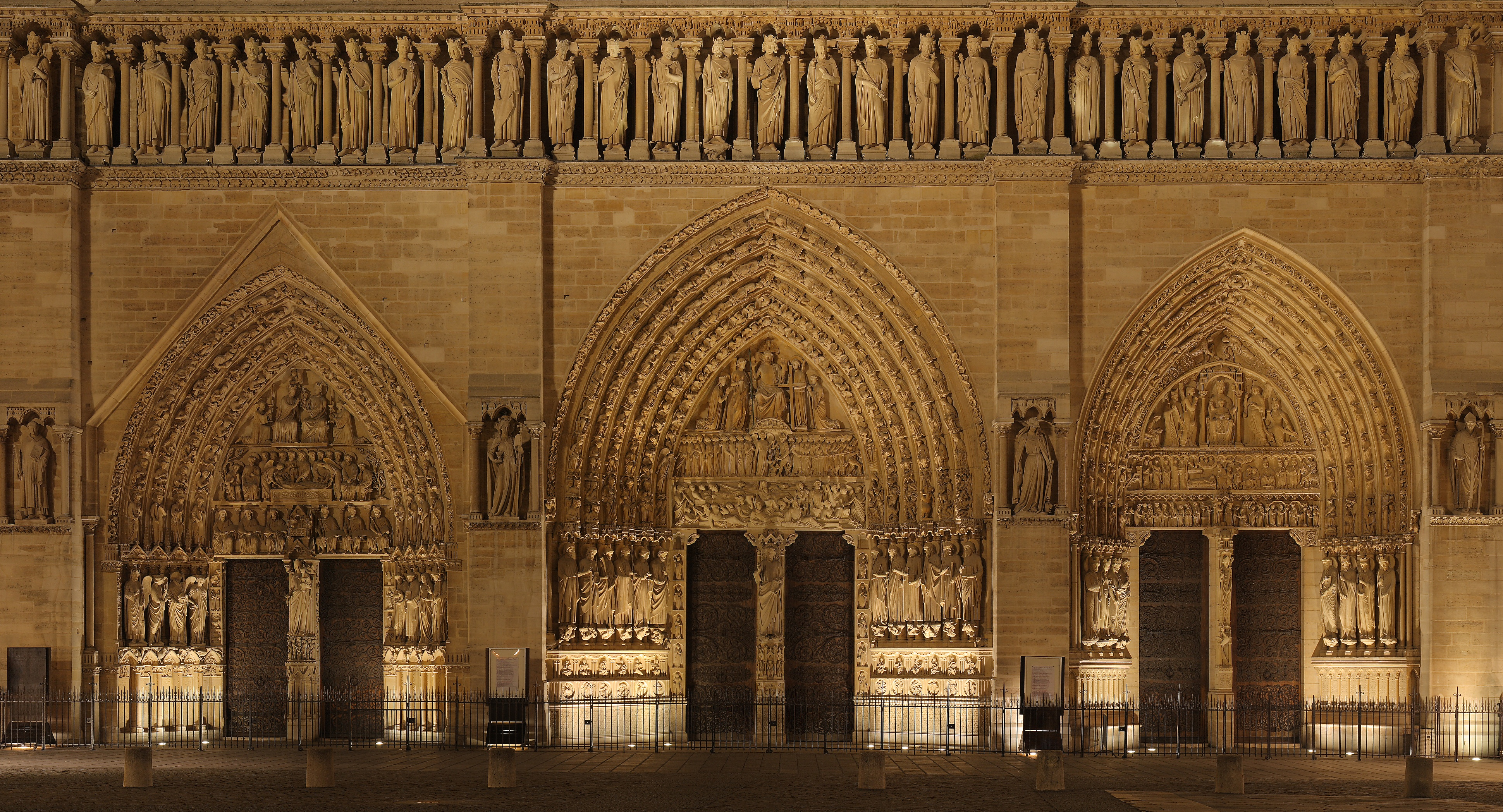
Trzy portale zachodniej fasady – portal Św. Anny (po prawej), portal ze sceną Sądu Ostatecznego (środkowy) oraz portal Koronacji Marii (po lewej)

## Organy główne

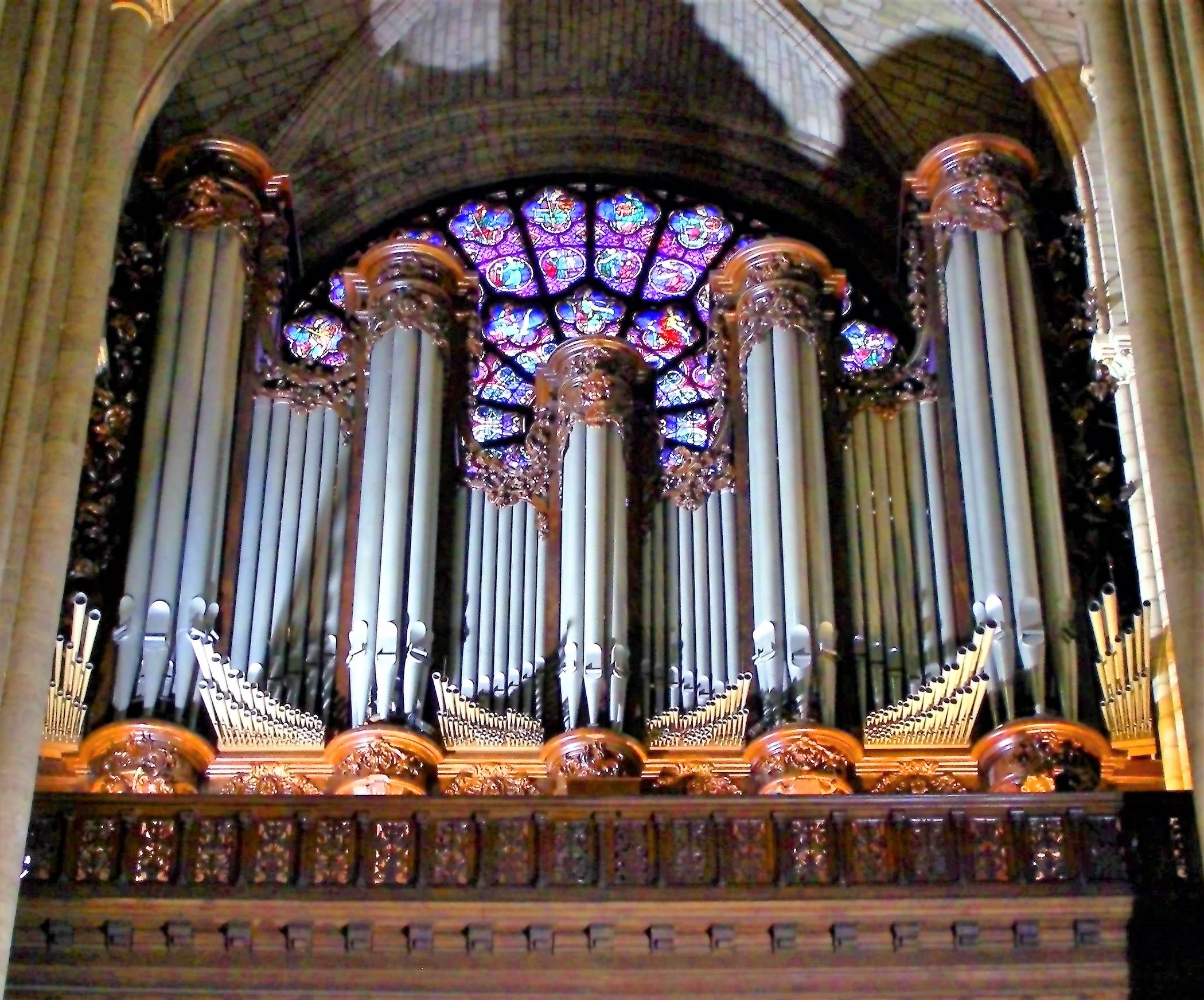
Prospekt organów wielkich

Historia głównych organów katedry sięga 1357 r. Z pierwotnego (pierwotnych) instrumentu do dziś nie zachowało się nic. Prace organmistrzowskie przy obecnych wielkich organach katedry Notre-Dame prowadzili: François Thierry (1733), François-Henri Clicquot (1788), Louis-Paul Dallery (1838), Aristide Cavaillé-Coll (1864-1868, przebudowa szafy organowej, gruntowna przebudowa instrumentu typu klasycznego na symfoniczny), Charles Mutin (1904), Joseph Beuchet (1932), Jean Hermann (1963), Robert Boisseau (1965, zmiany w dyspozycji, elektryfikacja, wymiana kontuaru), Boisseau-Cattiaux-Emeriau-Giroud-Société Synaptel (1990–1992, zmiany w dyspozycji, wymiana kontuaru, zastosowanie elektroniki) oraz zespół Pascal Quoirin, Bertrand Cattiaux i Eltec-automazioni (2012–2014, wymiana kontuaru, zastosowanie nowych rozwiązań cyfrowych).
Od 1992 roku, po gruntownej renowacji, organy posiadają 7374 piszczałki, 111 głosów rozłożonych na 5 manuałów (C–g³) i pedał (C-f1) oraz elektryczną trakturę gry i rejestrów w pełni sterowaną za pomocą systemu komputerowego (MIDI-Conwerter, Replay).

### Dyspozycja (od 1992 roku)
| I. Grand-Orgue C–g³ | II. Positif C–g³ | III. Récit C–g³ | IV. Solo C–g³ | V. Grand-Chœur C–g³ | Grande Pédale C-f1 | Petite Pédale C-g1 |
| --- | --- | --- | --- | --- | --- | --- |
| Violon Basse 16' Bourdon 16' Montre 8' Viole de Gambe 8' Flûte harmonique 8' Bourdon 8' Prestant 4' Octave 4' Doublette 2' Fourniture 2-5 rgs Cymbale 2-5 rgs Bombarde 16' Trompette 8' Clairon 4' Chamades: Chamade 8' Chamade 4' Chamade REC 8 | Montre 16' Bourdon 16' Salicional 8' Flûte harmonique 8' Bourdon 8' Unda Maris (c°) 8' Prestant 4' Flûte douce 4' Nazard 2 2/3' Doublette 2' Tierce 1 3/5' Plein jeu 3-6 rgs Fourniture 5 rgs Cymbale 4 rgs Clarinette 16' Clarinette 8' Clarinette 4' | Récit expressif: Quintatön 16' Diapason 8' Flûte Traversière 8' Viole de Gambe 8' Bourdon Céleste 8' Voix Céleste (c°) 8' Octave 4' Flûte Octaviante 4' Quinte 2 2/3' Octavin 2' Bombarde 16' Trompette 8' Basson Hautbois 8' Clarinette 8' Voix Humaine 8' Clairon 4' Récit classique (f°): Cornet 5 rgs Hautbois 8' Chamades: Chamade 8' Chamade 4' Chamade Regale 8' Chamade GO 8' Chamade GO 4' | Bourdon 32' Principal 16' Montre 8' Flûte harmonique 8' Quinte 5 1/3' Prestant 4' Tierce 3 1/5' Nazard 2 2/3' Septième 2 2/7' Doublette 2' Fourniture 3 rgs Fourniture 5 rgs Cymbale 4 rgs Cornet 2-5 rgs Cromorne 8' Chamade GO 8' Chamade GO 4' | Principal 8' Bourdon 8' Prestant 4' Quinte 2 2/3' Doublette 2' Tierce 1 3/5' Larigot 1 1/3' Septième 1 1/7' Piccolo 1' Plein jeu 4-6 rgs Tuba Magna 16' Trompette 8' Clairon 4' | Principal 32' Contre-Basse 16' Soubasse 16' Quinte 10 2/3' Flûte 8' Violoncelle 8' Tierce 6 2/5' Quinte 5 1/3' Septième 4 4/7' Octave 4' Contre Bombarde 32' Bombarde 16' Basson 16' Trompette 8' Basson 8' Clairon 4' | Bourdon 8' Flûte 4' Tierce 3 1/5' Quinte 2 2/3' Flûte 2' Tierce 1 3/5' Larigot 1 1/3' Piccolo 1' Fourniture 3 rgs Cymbale 4 rgs Sordun 16' Chalumeau 4' Clairon 2' Chamade REC 8' Chamade REC 4' Chamade Regale 8 Chamade GO 8' Chamade GO 4' |

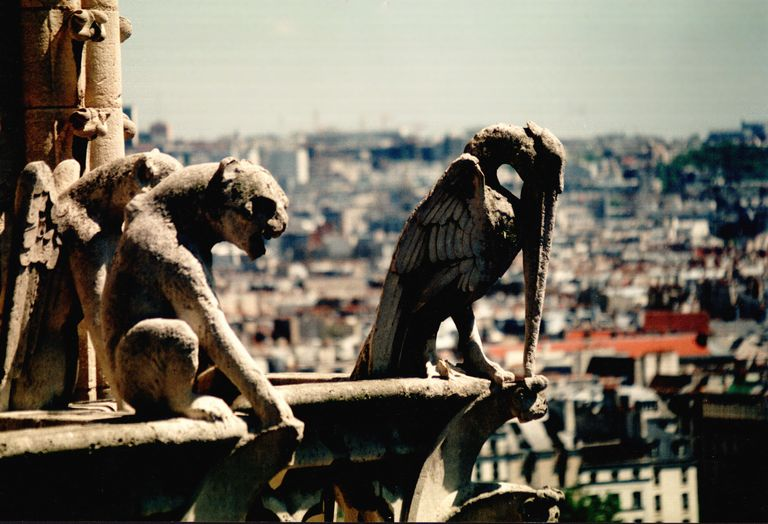
Maszkarony

Połączenia: II-I, III-I, IV-I, V-I ; III-II, IV-II, V-II ; IV-III, V-III ; V-IV, Pédale-Grand-orgue, Octave grave general, inversion Positif/Grand-orgue, Tirasses (Grand-orgue, Positif, Récit, Solo, Grand-Chœur; Positif en 4, Récit en 4, Solo en 4), Octaves graves et octaves aiguës.
Urządzenia dodatkowe: Appel d’anches (Pédale, Grand-orgue, Positif, Récit, Grand-Chœur, Chamade), Coupure Pédale, Division Pédale, Tremblants ajustables Positif et Grand-Chœur, Trémolo Récit, Sostenuto, Crescendo, Tutti, elektroniczna pamięć 5400 kombinacji.

### Organiści tytularni
- 1755–1772: Louis-Claude Daquin
- 1760–1790: Armand-Louis Couperin
- 1772–1793: Nicolas Séjan
- 1847–1900: Eugène Sergent
- 1900–1937: Louis Vierne
- 1937–1954: Léonce de Saint-Martin
- 1954–1984: Pierre Cochereau
- 1985–1990: Yves Devernay
- 1985–2016: Olivier Latry, Philippe Lefebvre, Jean-Pierre Leguay
- od 2016: Vincent Dubois, Olivier Latry, Philippe Lefebvre
- 2024: Thierry Escaich

## Organy chórowe
Organy chórowe wybudował w 1969 roku Robert Boisseau. Instrument posiada 30 głosów, 2 manuały i pedał, mechaniczną trakturę gry oraz elektryczną trakturę rejestrów (elektroniczna pamięć 5000 kombinacji).

### Dyspozycja
| I. Grand-Orgue C–g³ | II. Positif C–g³ | Pédale C–f1                                                                            |
| --- | --- | -------------------------------------------------------------------------------------- |
| Bourdon 16' Montre 8' Bourdon 8' Prestant 4' Nazard 2 2/3' Doublette 2' Tierce 1 3/5' Fourniture 2 rgs Cymbale 4 rgs Trompette 8' Clairon 4' Chamade 8' (od c1) | Bourdon 8' Viole 8' Prestant 4' Flûte 4' Nazard 2 2/3' Doublette 2' Tierce 1 3/5' Larigot 1 1/3' Cymbale 4 rgs Cromorne 8' Tremblant | Flûte 16' Soubasse 16' Flûte 8' Flûte 4' Flûte 2' Bombarde 16' Trompette 8' Clairon 4' |

Połączenia: II/I, Tirasse (Grand Chœur, Positif)

### Organiści tytularni
- od 1988: Yves Castagnet
- od 2004: Johann Vexo

## Dzwony
Historia dzwonów kościelnych w Katedrze Notre-Dame sięga XII wieku. Bezpośrednio przed początkiem rewolucji francuskiej (od 1769 r.) W katedrze znajdowało się łącznie 20 dzwonów: osiem w wieży północnej, dwa duże dzwony (Bourdons) w wieży południowej, siedem w krzyżującej się wieży i trzy na transepcie, które służyły jako dzwony zegarowe. W 1856 roku wieża północna została wyposażona w cztery nowe dzwony.

### Dzwon Emmanuel
Na południowej wieży wisi dzwon Emmanuel o szacowanej wadze 13 ton, który jest uznawany za najbardziej melodyjny dzwon we Francji. Instrument został odlany w 1685 roku przez trzech ludwisarzy z Lotaryngii – Chapelle, Gillot i Moreau. Jest jedynym dzwonem, który przetrwał do czasów współczesnych. To dzwon o najniższej tonacji z zestawu dzwonów Notre-Dame. Dzwoni tylko w największe święta, Wielkanoc, Boże Narodzenie i Święto Zesłania Ducha Świętego, a także w dniu śmierci papieża i przy specjalnych okazjach.
| Nr. | Imię                | Waga    | Ton uderzeniowy | Rok odlania | Odlewnia                          | Wieża    |
| --- | ------------------- | ------- | --------------- | ----------- | --------------------------------- | -------- |
| 2.  | Angelika Franciszka | 1765 kg | c'              | 1856        | Fonderie Guillaume-Besson, Angers | Północna |
| 3.  | Antonina Karolina   | 1158 kg | d'              | 1856        | Fonderie Guillaume-Besson, Angers | Północna |
| 4.  | Hiacynta Joanna     | 813 kg  | e'              | 1856        | Fonderie Guillaume-Besson, Angers | Północna |
| 5.  | Denisa Dawid        | 670 kg  | f'              | 1856        | Fonderie Guillaume-Besson, Angers | Północna |

### Dzwony po 2013 roku
Zestaw dziesięciu dzwonów wisi w dwóch zachodnich wieżach Notre-Dame od 2013 roku. Najważniejszym dzwonem jest Emmanuel w południowej wieży.
Aby odciążyć Emmanuela, w południowej wieży zawieszono kolejny dzwon, który został odlany przez odlewnię dzwonów w Eijsbouts (Asten, Holandia). Nosi imię Maria, ku czci Matki Bożej, patronującej katedrze Notre-Dame i archidiecezji paryskiej. Nazwa nawiązuje również do nazwy pierwszego dzwonu z 1378 roku, który spadł i uległ uszkodzeniu w 1792 roku.
W wieży północnej zawieszono łącznie osiem nowych dzwonów, z których wszystkie zostały odlane przez odlewnię dzwonów Cornille-Havard (Villedieu-les-Poêles, Département Manche). Nazwy nowych dzwonów zostały wybrane z myślą o ważnych świętych lub osobach związanych z historią diecezji – najmniejszy dzwon ku czci kardynała Jean-Marie Lustigera, 139. arcybiskupa Paryża (1981–2005), inny dzwon nazwano „Benoît-Joseph” na cześć papieża Benedykta XVI. (Francuski: Benoît), Joseph Ratzinger. W sierpniu i wrześniu 2012 roku odlano dzwony Marcel i Étienne oraz Denis, Maurice i Jean-Marie.
Dzwony zostały konsekrowane 2 lutego 2013 roku przez arcybiskupa Paryża André Vingt-Trois. Po raz pierwszy zadzwoniły w przeddzień Niedzieli Palmowej, 23 marca 2013 o godzinie 17:00.
| Nr. | Imię           | Waga      | Ton uderzeniowy | Średnica (mm) | Rok odlania | Odlewnia                              | Wieża      |
| --- | -------------- | --------- | --------------- | ------------- | ----------- | ------------------------------------- | ---------- |
| 1.  | Emmanuel       | ~13000 kg | fis0/ges0       | 2620 mm       | 1685        | Chapelle, Gillot i Moreau, Lotaryngia | Południowa |
| 2.  | Maria          | 6023 kg   | gis0/as0        | 2065 mm       | 2012        | Royal Eijsbouts, Asten                | Południowa |
| 3.  | Gabriel        | 4162 kg   | b0/ais0         | 1828 mm       | 2012        | Cornille-Havard, Villedieu-les-Poêles | Północna   |
| 4.  | Anna Genowefa  | 3477 kg   | h0              | 1725 mm       | 2012        | Cornille-Havard, Villedieu-les-Poêles | Północna   |
| 5.  | Denis          | 2502 kg   | cis'/des'       | 1536 mm       | 2012        | Cornille-Havard, Villedieu-les-Poêles | Północna   |
| 6.  | Marcel         | 1925 kg   | dis'/es'        | 1393 mm       | 2012        | Cornille-Havard, Villedieu-les-Poêles | Północna   |
| 7.  | Stefan         | 1494 kg   | e'              | 1267 mm       | 2012        | Cornille-Havard, Villedieu-les-Poêles | Północna   |
| 8.  | Benedykt Józef | 1309 kg   | fis'/ges'       | 1207 mm       | 2012        | Cornille-Havard, Villedieu-les-Poêles | Północna   |
| 9.  | Maurycy        | 1011 kg   | gis'/as'        | 1097 mm       | 2012        | Cornille-Havard, Villedieu-les-Poêles | Północna   |
| 10. | Jan Maria      | 782 kg    | b'/ais'         | 997 mm        | 2012        | Cornille-Havard, Villedieu-les-Poêles | Północna   |

## Polonica
W skarbcu katedralnym znajduje się relikwiarz drzewa Krzyża Świętego, który był obecny przy koronacji królów Polski od czasów Władysława Jagiełły poczynając. Stanowił on część polskiego skarbca koronnego, który w 1669 roku wywiózł bezprawnie po abdykacji król Jan II Kazimierz.
1 grudnia 2018 r. zainaugurowano w katedrze Kaplicę Polską z wizerunkiem Matki Bożej Częstochowskiej. Do kaplicy wprowadzono relikwie św. Jana Pawła II. Uroczystości przewodniczył przewodniczący Konferencji Episkopatu Polski, metropolita poznański arcybiskup Stanisław Gądecki. Inauguracja kaplicy była uroczystością związaną z obchodami 100. rocznicy odzyskania przez Polskę niepodległości.